# Bärenhöhle

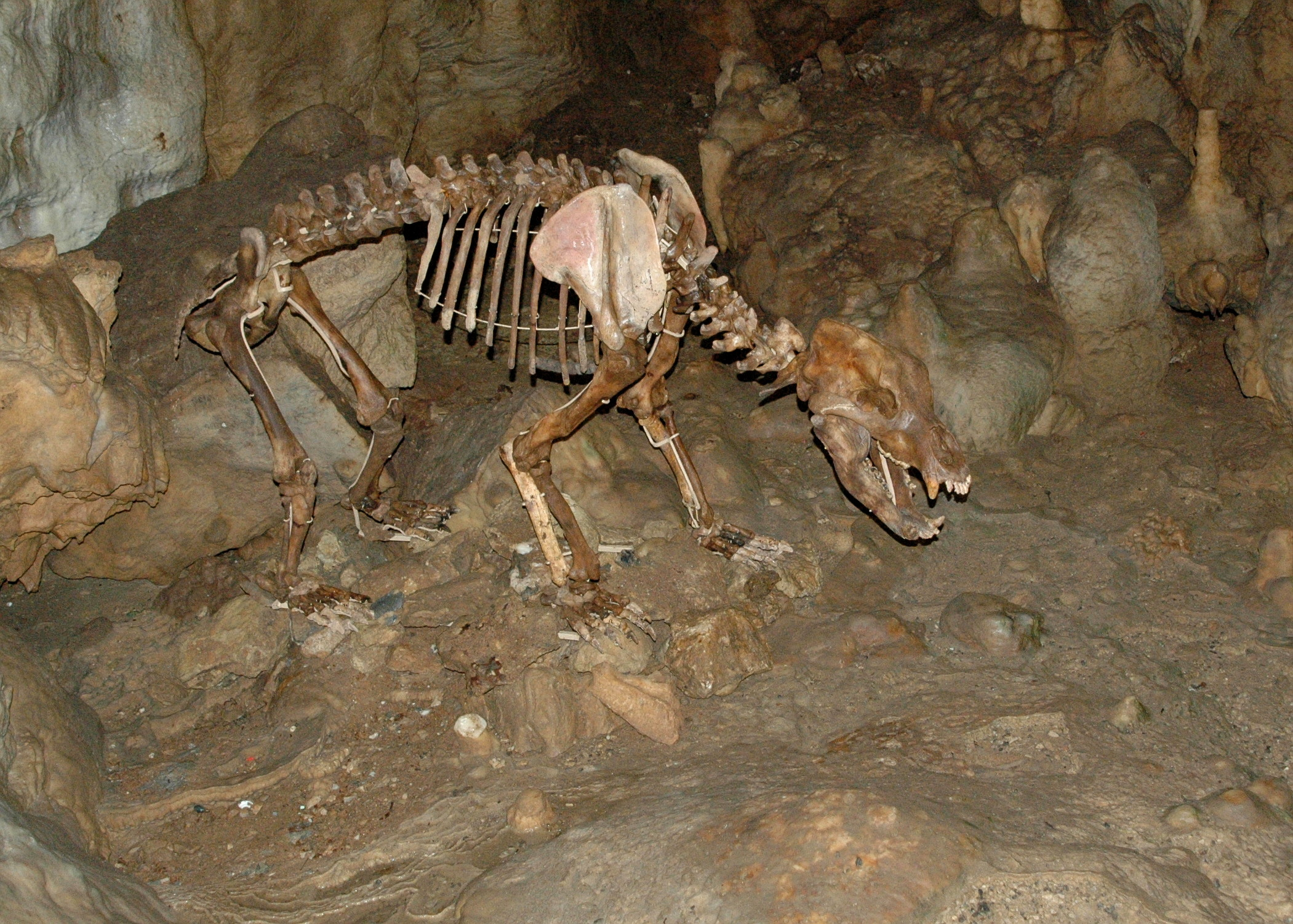
Grottbjörnskelett i Bärenhöhle.

Bärenhöhle är en grotta i det tyska bergsområdet Schwäbische Alb i förbundslandet Baden-Württemberg. Namnet syftar på skelett av grottbjörnar som hittades här. Bärenhöhle heter egentligen bara den del som hittades 1949, den andra delen heter Karlshöhle men i daglig tal kallas hela systemet Bärenhöhle.

## Beskrivning
Grottan bildades i loppet av cirka fem miljoner år. Ungefär för 20 000 år sedan sökte grottbjörnar, grottlejon och noshörningar skydd i grottan. Många djurben finns kvar i grottan och dessutom visas ett fullständigt grottbjörnsskelett.
Karlshöhle återupptäcktes 1834 av en lärare som letade efter medicinalväxter. Han tappade burken med luktsnus som föll i ett hål som visade sig vara en stor grotta. I grottan hittades skelett av pestoffer som troligen blev placerade där under Medeltiden. Även några ben av grottbjörnar fanns i den delen av grottan.
När Karl Bez 1949 iakttog fladdermöss hittade han en liten gång som var länken till den egentliga Bärenhöhle. Här upptäcktes betydlig fler ben av grottbjörnar.